# Medaller dels Jocs Olímpics d'hivern de 2014
El medaller dels Jocs Olímpics d'Hivern de 2014 presenta totes les medalles lliurades als esportistes guanyadors de les proves disputades en aquest esdeveniment, realitzat entre els dies 7 i 23 de febrer de 2014 a la ciutat de Sotxi (Rússia).
Les medalles apareixen agrupades pels Comitès Olímpics Nacionals participants i s'ordenen de forma decreixent contant les medalles d'or obtingudes; en cas d'haver empat, s'ordena d'igual forma contant les medalles de plata i, en cas de mantenir-se la igualtat, es conten les medalles de bronze. Si dos equips tenen la mateixa quantitat de medalles d'or, plata i bronze, es llisten en la mateixa posició i s'ordenen alfabèticament.
En aquests Jocs atletes de 26 comitès aconseguiren guanyar, com a mínim, una medalla, i 21 d'elles aconseguiren guanyar una medalla d'or. Rússia, seu dels Jocs, aconseguí la primera posició del medaller. En aquesta edició Eslovènia aconseguí guanyar la seva primera medalla d'or en uns Jocs Olímpics d'hivern.

## Medaller

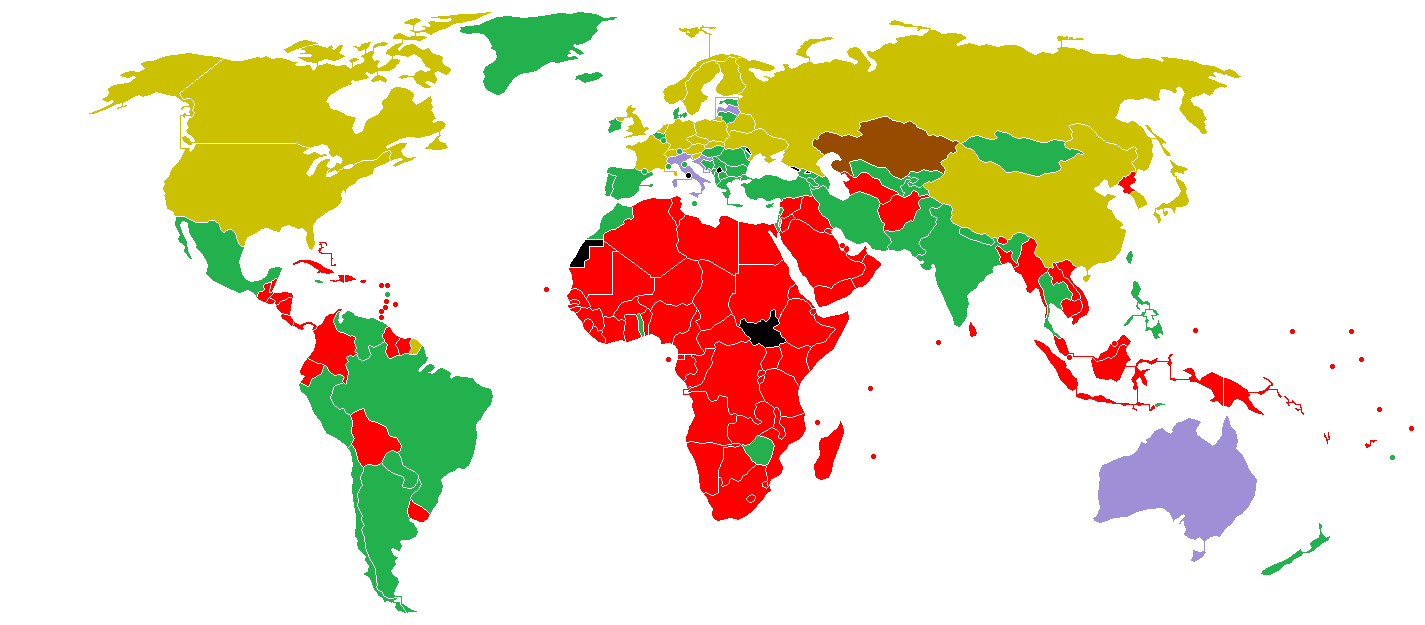
Mapa on es mostren els Comitès Nacionals guanyadors d'alguna medalla durant els Jocs Olímpics d'hivern de 2014.
Comitès guanyadors d'alguna medalla d'or
Comitès guanyadors d'alguna medalla de plata
Comitès guanyadors d'alguna medalla de bronze
Comitès que no han guanyat cap medalla
Comitès que no participaren
Països sense reconeixement

| Jocs Olímpics d'hivern de 2014 | Jocs Olímpics d'hivern de 2014 | Jocs Olímpics d'hivern de 2014 | Jocs Olímpics d'hivern de 2014 | Jocs Olímpics d'hivern de 2014 | Anells Olímpics |
| Posició                        | CON                            | Or                             | Plata                          | Bronze                         | Total           |
| 1                              | Rússia                         | 13                             | 11                             | 9                              | 33              |
| 2                              | Noruega                        | 11                             | 5                              | 10                             | 26              |
| 3                              | Canadà                         | 10                             | 10                             | 5                              | 25              |
| 4                              | Estats Units                   | 9                              | 7                              | 12                             | 28              |
| 5                              | Països Baixos                  | 8                              | 7                              | 9                              | 24              |
| 6                              | Alemanya                       | 8                              | 6                              | 5                              | 19              |
| 7                              | Suïssa                         | 6                              | 3                              | 2                              | 11              |
| 8                              | Belarús                        | 5                              | 0                              | 1                              | 6               |
| 9                              | Àustria                        | 4                              | 8                              | 5                              | 17              |
| 10                             | França                         | 4                              | 4                              | 7                              | 15              |
| 11                             | Polònia                        | 4                              | 1                              | 1                              | 6               |
| 12                             | R.P. de la Xina                | 3                              | 4                              | 2                              | 9               |
| 13                             | Corea del Sud                  | 3                              | 3                              | 2                              | 8               |
| 14                             | Suècia                         | 2                              | 7                              | 6                              | 15              |
| 15                             | Txèquia                        | 2                              | 4                              | 2                              | 8               |
| 16                             | Eslovènia                      | 2                              | 2                              | 4                              | 8               |
| 17                             | Japó                           | 1                              | 4                              | 3                              | 8               |
| 18                             | Finlàndia                      | 1                              | 3                              | 1                              | 5               |
| 19                             | Regne Unit                     | 1                              | 1                              | 2                              | 4               |
| 20                             | Ucraïna                        | 1                              | 0                              | 1                              | 2               |
| 21                             | Eslovàquia                     | 1                              | 0                              | 0                              | 1               |
| 22                             | Itàlia                         | 0                              | 2                              | 6                              | 8               |
| 23                             | Letònia                        | 0                              | 2                              | 2                              | 4               |
| 24                             | Austràlia                      | 0                              | 2                              | 1                              | 3               |
| 25                             | Croàcia                        | 0                              | 1                              | 0                              | 1               |
| 26                             | Kazakhstan                     | 0                              | 0                              | 1                              | 1               |
| Total                          | Total                          | 99                             | 97                             | 99                             | 295             |